# Tracys hämnd
Tracys hämnd (engelska: If Tomorrow Comes) är en amerikansk miniserie i tre delar från 1986 i regi av Jerry London. Rollerna spelas av bland andra Madolyn Smith, Tom Berenger och David Keith. Serien är baserad på Sidney Sheldons bästsäljande roman med samma titel.
TV-serien har vid olika tillfällen då den har sänts klippts om till annat antal delar.
Marice Binder gjorde förtexterna/vinjetten, som är mest känd för James Bond-seriens förtexter.

## Handling
Tracy Whitney (Madolyn Smith) åker i fängelse för ett brott hon inte begått. När hon kommer ut ur fängelset har hon ett enda mål: Att rentvå sitt namn. Men i sin jakt på de som förstört hennes liv styr ödet in henne på brottets bana. Skolad av världens mest slipade juveltjuvar förvandlas hon till en storstilad femme fatale med extrem talang att dupera sin omgivning. De djärva kupperna sker på exotiska platser, i lyxvillor och ombord på societetens lustjakter där dyrgriparna väntar. I den karismatiska skaran rör sig också sol-och-våraren Jeff Stevens (Tom Berenger) som retar gallfeber på henne, men som också är den ende som är skicklig nog att bli hennes kumpan. I hälarna på de båda följer hela tiden den mentalt instabile försäkringsutredaren Daniel Cooper (David Keith).

## I rollerna
| Madolyn Smith  | – Tracy Whitney        |
| Tom Berenger   | – Jeff Stevens         |
| David Keith    | – Daniel Cooper        |
| Richard Kiley  | – Günther Hartog       |
| Liam Neeson    | – André Trignant       |
| Jack Weston    | – Uncle Willie         |
| C.C.H. Pounder | – Ernestine Littlechap |